# Eodorcadion kaznakovi
Eodorcadion kaznakovi là một loài bọ cánh cứng trong họ Cerambycidae.